# Hermen Benítez
Hermen Benítez (Esmeraldas, 4 mei 1961) is een voormalig Ecuadoraans profvoetballer, die speelde als aanvallende middenvelder. Zijn in 2013 overleden zoon Cristian Benítez was eveneens profvoetballer en kwam ook uit voor het Ecuadoraans voetbalelftal.

## Clubcarrière
Benítez kwam onder andere uit voor LDU Quito, Barcelona SC, Club Atlético Green Cross en Club Deportivo El Nacional. Hij is de alltime-topscorer van de hoogste afdeling van het Ecuadoraanse profvoetbal, de Campeonato Ecuatoriano de Fútbol, met 191 doelpunten, die hij maakte voor vijf clubs in zestien jaar tijd. Hij was driemaal topscorer van de hoogste liga. In 1987 (23 goals) moest hij die eer delen met Hamilton Cuvi (Filanbanco) en Waldemar Victorino (LDU Portoviejo).

## Interlandcarrière
Benítez speelde zijn eerste interland op 30 november 1984: een vriendschappelijk duel tegen de Verenigde Staten (0-0), net als José Elías de Negri. Hij kwam tot een totaal van negentien interlands en zes doelpunten voor zijn vaderland. Hij nam met Ecuador deel aan de strijd om de Copa América 1989.
| Interlands van Hermen Benítez voor Ecuador | Interlands van Hermen Benítez voor Ecuador | Interlands van Hermen Benítez voor Ecuador | Interlands van Hermen Benítez voor Ecuador | Interlands van Hermen Benítez voor Ecuador | Interlands van Hermen Benítez voor Ecuador |
| №                                          | Datum                                      | Wedstrijd                                  | Uitslag                                    | Competitie                                 | Goals                                      |
| Als speler van Club Deportivo El Nacional  | Als speler van Club Deportivo El Nacional  | Als speler van Club Deportivo El Nacional  | Als speler van Club Deportivo El Nacional  | Als speler van Club Deportivo El Nacional  | Als speler van Club Deportivo El Nacional  |
| ------------------------------------------ | ------------------------------------------ | ------------------------------------------ | ------------------------------------------ | ------------------------------------------ | ------------------------------------------ |
| 1                                          | 30 november 1984                           | Verenigde Staten – Ecuador                 | 0 – 0                                      | Vriendschappelijk                          | 0                                          |
| 2                                          | 2 december 1984                            | Verenigde Staten – Ecuador                 | 2 – 2                                      | Vriendschappelijk                          | ??'                                        |
| 3                                          | 4 december 1984                            | Mexico – Ecuador                           | 3 – 2                                      | Vriendschappelijk                          | 0                                          |
| 4                                          | 7 december 1984                            | Honduras – Ecuador                         | 0 – 0                                      | Vriendschappelijk                          | 0                                          |
| 5                                          | 6 februari 1985                            | Ecuador – Duitse Democratische Republiek   | 2 – 3                                      | Vriendschappelijk                          | 17'                                        |
| 6                                          | 17 februari 1985                           | Ecuador – Finland                          | 3 – 1                                      | Vriendschappelijk                          | 33' 85'                                    |
| 7                                          | 21 februari 1985                           | Ecuador – Bolivia                          | 3 – 0                                      | Vriendschappelijk                          | ??'                                        |
| 8                                          | 3 maart 1985                               | Ecuador – Chili                            | 1 – 1                                      | WK-kwalificatie                            | 0                                          |
| 9                                          | 10 maart 1985                              | Uruguay – Ecuador                          | 2 – 1                                      | WK-kwalificatie                            | 0                                          |
| 10                                         | 17 maart 1985                              | Chili – Ecuador                            | 6 – 2                                      | WK-kwalificatie                            | 0                                          |
| 11                                         | 21 maart 1985                              | Peru – Ecuador                             | 1 – 0                                      | Vriendschappelijk                          | 0                                          |
| 12                                         | 20 juni 1989                               | Peru – Ecuador                             | 2 – 1                                      | Vriendschappelijk                          | 0                                          |
| 13                                         | 2 juli 1989                                | Uruguay – Ecuador                          | 0 – 1                                      | Copa América                               | 88'                                        |
| 14                                         | 4 juli 1989                                | Argentinië – Ecuador                       | 0 – 0                                      | Copa América                               | 0                                          |
| 15                                         | 6 juli 1989                                | Ecuador – Bolivia                          | 0 – 0                                      | Copa América                               | 0                                          |
| 16                                         | 10 juli 1989                               | Chili – Ecuador                            | 2 – 1                                      | Copa América                               | 0                                          |
| 17                                         | 20 augustus 1989                           | Colombia – Ecuador                         | 2 – 0                                      | WK-kwalificatie                            | 0                                          |
| 18                                         | 3 september 1989                           | Ecuador – Colombia                         | 0 – 0                                      | WK-kwalificatie                            | 0                                          |
| 19                                         | 10 september 1989                          | Paraguay – Ecuador                         | 2 – 1                                      | WK-kwalificatie                            | 0                                          |

## Erelijst
El Nacional
- Campeonato Ecuatoriano

1982, 1983, 1984, 1986
- Topscorer Campeonato Ecuatoriano

1987 (23 goals), 1989 (23 goals), 1990 (28 goals)
 Barcelona SC
- Campeonato Ecuatoriano

1991